# ЛАЗ-695НГ
ЛАЗ-695НГ — первый советский серийный автобус с силовой установкой на газообразном топливе.

## История
В начале 1970х годов в СССР было принято решение о необходимости развития работ по переводу автотранспорта на сжатый природный газ. После 1981 года был принят ряд постановлений, направленных на форсированное производство газобаллонных автомашин, строительство сети автомобильных газонаполнительных компрессорных станций и изготовления необходимого для них оборудования.
Автобус ЛАЗ-695НГ был разработан в 1984 году коллективом специалистов Всесоюзного конструкторско-экспериментального института автобусостроения и Львовского автобусного завода под руководством главного конструктора ВКЭИ Г. В. Скречко.
Изначально, на первом прототипе автобуса был установлен двигатель ЗИЛ-138А объёмом 6000 см³, однако на двух следующих предсерийных образцах ЛАЗ-695НГ и всех следующих серийных автобусах ставили двигатель модели ЗИЛ-138И. Использование в качестве топлива природного газа позволило снизить токсичность выхлопных газов на 20-30 %, снизить нагарообразование на 30-40 % и уменьшить износ двигателя. Кроме того, использование в качестве топлива природного газа имело положительный экономический эффект (контрольный расход топлива ЛАЗ-695НГ на 100 км при скорости 60 км/ч составлял 0,173 м³ газа или 35 л бензина).
По результатам эксплуатации первых автобусов специалистами НИЦИАМТ и 3-го автобусного парка Москвы для ЛАЗ-695НГ был разработан нейтрализатор-глушитель.
19 июля 1985 года Львовский автобусный завод начал серийное производство ЛАЗ-695НГ.
В конце 1985 года первые 32 автобуса ЛАЗ-695НГ прибыли в Ташкент и были направлены в автоколонну № 2519 Главташпасстранса. В ходе эксплуатации автобусов в условиях жаркого резко континентального климата были получены в целом положительные результаты, однако направленными в автоколонну № 2519 для технического сопровождения новых машин специалистами НПО «Узавтотранстехника» были выявлены отдельные случаи отказов (в основном, нарушения герметичности системы высокого давления и несколько случаев отказов двигателей, в том числе — связанные с плохим качеством сборки), но детали редуктора высокого давления потребовалось заменять 92 раза. В результате, в конструкцию редуктора были внесены изменения.
В 1986 году конструкцию ЛАЗ-695НГ усовершенствовали — газовые баллоны были установлены таким образом, чтобы центр их тяжести находился точно над осью заднего моста автобуса, а в газовое оборудование был установлен новый трёхступенчатый газовый редуктор-подогреватель.
К началу 1987 года опыт эксплуатации ЛАЗ-695НГ оценивался как положительный и расширение их использования в СССР ограничивалось в первую очередь отсутствием инфраструктуры (нехваткой газозаправочных станций).
10 февраля 1989 года на Львовском автобусном заводе была запущена первая очередь массового производства автобусов на газообразном топливе.
7 — 9 февраля 1990 года в Киеве прошло Всесоюзное научно-практическое совещание по использованию альтернативных моторных топлив на автомобильном транспорте с участием 30 организаций (научных и проектных институтов, предприятий автомобильной и нефтегазовой промышленности), на котором были рассмотрены возможности улучшения конструкции газовых баллонов, применявшихся в автомобильном транспорте: в качестве замены стандартных баллонов, изготовленных из стального листа были предложены баллоны, изготовленные из бесшовных стальных труб, металлопластиковые баллоны из армированного стеклопластика и баллоны, изготовленные из алюминия.
В 1991 году было принято решение продолжать производство ЛАЗ-695НГ до 1995 года.
После провозглашения независимости Украины производство ЛАЗ-695НГ было продолжено, при этом имели место случаи переоборудования ранее выпущенных автобусов ЛАЗ-695Н в ЛАЗ-695НГ.
В мае 2002 года пресс-служба Львовского автозавода объявила о прекращении производства всех модификаций автобусов ЛАЗ-695 и в июне 2002 года производство всех модификаций ЛАЗ-695 (в том числе, ЛАЗ-695НГ) во Львове было прекращено.
В 2003 году технологическая оснастка, необходимая для производства всех модификаций автобуса ЛАЗ-695, была передана на Днепровский автобусный завод, где автобусы ЛАЗ-695 (включая ЛАЗ-695НГ) выпускались до 2010 года. Днепродзержинские автобусы отличались от львовских отсутствием двери водителя и цельнотянутыми бортами без молдинга .

## Описание
ЛАЗ-695НГ разработан на основе конструкции серийного автобуса ЛАЗ-695Н и представляет собой бескапотный городской автобус среднего класса с задним расположением двигателя. Основными отличиями от базовой модели являются силовая установка (ЛАЗ-695НГ оснащён многотопливным двигателем ЗИЛ-138И с возможностью использования в качестве топлива бензина и сжатого природного газа, а также комплектом газовой аппаратуры производства Рязанского завода автомобильной аппаратуры) и колпак над задней частью крыши (под которым размещены баллоны со сжатым газом). В результате, в сравнении с ЛАЗ-695Н, высота автобуса ЛАЗ-695НГ увеличилась с 2950 до 3100 мм, масса — с 6850 до 7525 кг.
Машины комплектовались стандартными 50-литровыми газовыми баллонами из углеродистой стали. Размещение баллонов с метаном на крыше автобуса объясняется требованиями безопасной эксплуатации — при разгерметизации системы или аварийной ситуации метан, который легче воздуха, моментально выветривается, не успев заняться огнём или взорваться.
Для изготовления облицовочных деталей ЛАЗ-965НГ начали использовать сталь 08ДПР.
С 1991 года на ЛАЗ-695Н, ЛАЗ-695НГ и ЛАЗ-699Р начали устанавливать генераторы Г-287-К.
Основным топливом являлся метан высокого давления (сжатый до 200 атмосфер), который из баллонов по трубопроводам подаётся в редуктор, понижающий давление. Из редуктора газовоздушная смесь поступает в двигатель.